# Campiglossa freidbergi
Campiglossa freidbergi este o specie de muște din genul Campiglossa, familia Tephritidae, descrisă de Merz în anul 2000.
Este endemică în Spania. Conform Catalogue of Life specia Campiglossa freidbergi nu are subspecii cunoscute.